# Campeonato Mundial de Triatlón
El Campeonato Mundial de Triatlón (denominado desde 2009 Series Mundiales de Triatlón) es la máxima competición internacional de triatlón. Es organizado anualmente desde 1989 por la Unión Internacional de Triatlón (ITU).
Hasta 2008 el campeonato consistía en una sola competición. A partir de esa edición, se realiza en una serie de competiciones, las «Series Mundiales», distribuidas a lo largo del año y que culminan con una «Gran Final». Los participantes reciben en cada etapa una puntuación que depende del puesto en el que terminaron; los puntos de la Gran Final valen más. Los cinco mejores resultados de cada participante se suman a los de la Gran Final, y la cifra más alta determina quién es el campeón del mundo de ese año.
Adicionalmente, la ITU realiza desde el año 2009 el Campeonato Mundial de Triatlón por Relevos Mixtos, que se disputa dentro de una de las etapas de las Series Mundiales.

## Ediciones
| Núm.    | Año  | Sede         | País           |
| ------- | ---- | ------------ | -------------- |
| I       | 1989 | Aviñón       | Francia        |
| II      | 1990 | Orlando      | Estados Unidos |
| III     | 1991 | Gold Coast   | Australia      |
| IV      | 1992 | Huntsville   | Canadá         |
| V       | 1993 | Mánchester   | Reino Unido    |
| VI      | 1994 | Wellington   | Nueva Zelanda  |
| VII     | 1995 | Cancún       | México         |
| VIII    | 1996 | Cleveland    | Estados Unidos |
| IX      | 1997 | Perth        | Australia      |
| X       | 1998 | Lausana      | Suiza          |
| XI      | 1999 | Montreal     | Canadá         |
| XII     | 2000 | Perth        | Australia      |
| XIII    | 2001 | Edmonton     | Canadá         |
| XIV     | 2002 | Cancún       | México         |
| XV      | 2003 | Queenstown   | Nueva Zelanda  |
| XVI     | 2004 | Funchal      | Portugal       |
| XVII    | 2005 | Gamagori     | Japón          |
| XVIII   | 2006 | Lausana      | Suiza          |
| XIX     | 2007 | Hamburgo     | Alemania       |
| XX      | 2008 | Vancouver    | Canadá         |
| XXI     | 2009 | Gold Coast   | Australia      |
| XXII    | 2010 | Budapest     | Hungría        |
| XXIII   | 2011 | Pekín        | China          |
| XXIV    | 2012 | Auckland     | Nueva Zelanda  |
| XXV     | 2013 | Londres      | Reino Unido    |
| XXVI    | 2014 | Edmonton     | Canadá         |
| XXVII   | 2015 | Chicago      | Estados Unidos |
| XXVIII  | 2016 | Cozumel      | México         |
| XXIX    | 2017 | Róterdam     | Países Bajos   |
| XXX     | 2018 | Gold Coast   | Australia      |
| XXXI    | 2019 | Lausana      | Suiza          |
| XXXII   | 2020 | Hamburgo     | Alemania       |
| XXXIII  | 2021 | Edmonton     | Canadá         |
| XXXIV   | 2022 | Abu Dabi     | EAU            |
| XXXV    | 2023 | Pontevedra   | España         |
| XXXVI   | 2024 | Torremolinos | España         |
| XXXVIII | 2025 | Wollongong   | Australia      |
| XXXIX   | 2026 | Pontevedra   | España         |

1. 1 2   En la edición de 2020 el campeonato se dicidió en una sola etapa, debido a las cancelaciones causadas por la pandemia de COVID-19.
2. 1 2 3 4 5 6 7 8 9 10 11 12 13 14 15 16 17  En estas ediciones se realizaron una serie de competiciones, la sede aquí indicada corresponde a la Gran Final, la última competición.

## Palmarés

### Masculino
| Núm.    | Año  | Sede                        | Oro                            | Plata                           | Bronce                         |
| ------- | ---- | --------------------------- | ------------------------------ | ------------------------------- | ------------------------------ |
| I       | 1989 | Aviñón ( Francia)           | Mark Allen Estados Unidos      | Glenn Cook Reino Unido          | Rick Wells Nueva Zelanda       |
| II      | 1990 | Orlando ( Estados Unidos)   | Gregory Welch Australia        | Brad Beven Australia            | Stephen Foster Australia       |
| III     | 1991 | Gold Coast ( Australia)     | Miles Stewart Australia        | Rick Wells Nueva Zelanda        | Mike Pigg Estados Unidos       |
| IV      | 1992 | Huntsville · ( Canadá)      | Simon Lessing Reino Unido      | Rainer Müller-Hörner · Alemania | Robert Barel · Países Bajos    |
| V       | 1993 | Mánchester ( Reino Unido)   | Spencer Smith Reino Unido      | Simon Lessing Reino Unido       | Hamish Carter Nueva Zelanda    |
| VI      | 1994 | Wellington ( Nueva Zelanda) | Spencer Smith Reino Unido      | Brad Beven Australia            | Ralf Eggert · Alemania         |
| VII     | 1995 | Cancún · ( México)          | Simon Lessing Reino Unido      | Brad Beven Australia            | Ralf Eggert · Alemania         |
| VIII    | 1996 | Cleveland ( Estados Unidos) | Simon Lessing Reino Unido      | Luc Van Lierde · Bélgica        | Leandro de Macedo · Brasil     |
| IX      | 1997 | Perth ( Australia)          | Chris McCormack Australia      | Hamish Carter Nueva Zelanda     | Simon Lessing Reino Unido      |
| X       | 1998 | Lausana · ( Suiza)          | Simon Lessing Reino Unido      | Paul Amey Reino Unido           | Miles Stewart Australia        |
| XI      | 1999 | Montreal · ( Canadá)        | Dmitri Gaag · Kazajistán       | Simon Lessing Reino Unido       | Miles Stewart Australia        |
| XII     | 2000 | Perth ( Australia)          | Olivier Marceau Francia        | Peter Robertson Australia       | Craig Walton Australia         |
| XIII    | 2001 | Edmonton · ( Canadá)        | Peter Robertson Australia      | Chris Hill Australia            | Craig Watson Nueva Zelanda     |
| XIV     | 2002 | Cancún · ( México)          | Iván Raña · España             | Peter Robertson Australia       | Andrew Johns Reino Unido       |
| XV      | 2003 | Queenstown ( Nueva Zelanda) | Peter Robertson Australia      | Iván Raña · España              | Olivier Marceau · Suiza        |
| XVI     | 2004 | Funchal ( Portugal)         | Bevan Docherty Nueva Zelanda   | Iván Raña · España              | Dmitri Gaag · Kazajistán       |
| XVII    | 2005 | Gamagori ( Japón)           | Peter Robertson Australia      | Reto Hug · Suiza                | Brad Kahlefeldt Australia      |
| XVIII   | 2006 | Lausana · ( Suiza)          | Timothy Don Reino Unido        | Hamish Carter Nueva Zelanda     | Frédéric Belaubre Francia      |
| XIX     | 2007 | Hamburgo · ( Alemania)      | Daniel Unger · Alemania        | Javier Gómez Noya · España      | Brad Kahlefeldt Australia      |
| XX      | 2008 | Vancouver · ( Canadá)       | Javier Gómez Noya · España     | Bevan Docherty Nueva Zelanda    | Reto Hug · Suiza               |
| XXI     | 2009 | Gold Coast ( Australia)     | Alistair Brownlee Reino Unido  | Javier Gómez Noya · España      | Maik Petzold · Alemania        |
| XXII    | 2010 | Budapest · ( Hungría)       | Javier Gómez Noya · España     | Steffen Justus · Alemania       | Brad Kahlefeldt Australia      |
| XXIII   | 2011 | Pekín ( China)              | Alistair Brownlee Reino Unido  | Jonathan Brownlee Reino Unido   | Javier Gómez Noya · España     |
| XXIV    | 2012 | Auckland ( Nueva Zelanda)   | Jonathan Brownlee Reino Unido  | Javier Gómez Noya · España      | Dmitri Polianski · Rusia       |
| XXV     | 2013 | Londres ( Reino Unido)      | Javier Gómez Noya · España     | Jonathan Brownlee Reino Unido   | Mario Mola · España            |
| XXVI    | 2014 | Edmonton · ( Canadá)        | Javier Gómez Noya · España     | Mario Mola · España             | Jonathan Brownlee Reino Unido  |
| XXVII   | 2015 | Chicago ( Estados Unidos)   | Javier Gómez Noya · España     | Mario Mola · España             | Vincent Luis Francia           |
| XXVIII  | 2016 | Cozumel · ( México)         | Mario Mola · España            | Jonathan Brownlee Reino Unido   | Fernando Alarza · España       |
| XXIX    | 2017 | Róterdam · ( Países Bajos)  | Mario Mola · España            | Javier Gómez Noya · España      | Kristian Blummenfelt · Noruega |
| XXX     | 2018 | Gold Coast ( Australia)     | Mario Mola · España            | Vincent Luis Francia            | Jacob Birtwhistle Australia    |
| XXXI    | 2019 | Lausana · ( Suiza)          | Vincent Luis Francia           | Mario Mola · España             | Javier Gómez Noya · España     |
| XXXII   | 2020 | Hamburgo · ( Alemania)      | Vincent Luis Francia           | Vasco Vilaça Portugal           | Léo Bergere Francia            |
| XXXIII  | 2021 | Edmonton · ( Canadá)        | Kristian Blummenfelt · Noruega | Marten Van Riel · Bélgica       | Alex Yee Reino Unido           |
| XXXIV   | 2022 | Abu Dabi · ( EAU)           | Léo Bergère Francia            | Alex Yee Reino Unido            | Hayden Wilde Nueva Zelanda     |
| XXXV    | 2023 | Pontevedra · ( España)      | Dorian Coninx Francia          | Hayden Wilde Nueva Zelanda      | Léo Bergère Francia            |
| XXXVI   | 2024 | Torremolinos · ( España)    | Alex Yee Reino Unido           | Léo Bergère Francia             | Hayden Wilde Nueva Zelanda     |
| XXXVII  | 2025 | Wollongong ( Australia)     |                                |                                 |                                |
| XXXVIII | 2026 | Pontevedra · ( España)      |                                |                                 |                                |

### Femenino
| Núm.    | Año  | Sede                        | Oro                              | Plata                            | Bronce                           |
| ------- | ---- | --------------------------- | -------------------------------- | -------------------------------- | -------------------------------- |
| I       | 1989 | Aviñón ( Francia)           | Erin Baker Nueva Zelanda         | Jan Ripple Estados Unidos        | Laurie Samuelson Estados Unidos  |
| II      | 1990 | Orlando ( Estados Unidos)   | Karen Smyers Estados Unidos      | Carol Montgomery · Canadá        | Joy Hansen Estados Unidos        |
| III     | 1991 | Gold Coast ( Australia)     | Joanne Ritchie · Canadá          | Terri Smith · Canadá             | Michellie Jones Australia        |
| IV      | 1992 | Huntsville · ( Canadá)      | Michellie Jones Australia        | Joanne Ritchie · Canadá          | Melissa Mantak Estados Unidos    |
| V       | 1993 | Mánchester ( Reino Unido)   | Michellie Jones Australia        | Karen Smyers Estados Unidos      | Joanne Ritchie · Canadá          |
| VI      | 1994 | Wellington ( Nueva Zelanda) | Emma Carney Australia            | Anette Pedersen Dinamarca        | Sarah Harrow Nueva Zelanda       |
| VII     | 1995 | Cancún · ( México)          | Karen Smyers Estados Unidos      | Jackie Gallagher Australia       | Joy Leutner Estados Unidos       |
| VIII    | 1996 | Cleveland ( Estados Unidos) | Jackie Gallagher Australia       | Emma Carney Australia            | Carol Montgomery · Canadá        |
| IX      | 1997 | Perth ( Australia)          | Emma Carney Australia            | Jackie Gallagher Australia       | Michellie Jones Australia        |
| X       | 1998 | Lausana · ( Suiza)          | Joanne King Australia            | Michellie Jones Australia        | Evelyn Williamson Nueva Zelanda  |
| XI      | 1999 | Montreal · ( Canadá)        | Loretta Harrop Australia         | Jackie Gallagher Australia       | Emma Carney Australia            |
| XII     | 2000 | Perth ( Australia)          | Nicole Hackett Australia         | Carol Montgomery · Canadá        | Michellie Jones Australia        |
| XIII    | 2001 | Edmonton · ( Canadá)        | Siri Lindley Estados Unidos      | Michellie Jones Australia        | Joanna Zeiger Estados Unidos     |
| XIV     | 2002 | Cancún · ( México)          | Leanda Cave Reino Unido          | Barbara Lindquist Estados Unidos | Michelle Dillon Reino Unido      |
| XV      | 2003 | Queenstown ( Nueva Zelanda) | Emma Snowsill Australia          | Laura Reback Estados Unidos      | Michellie Jones Australia        |
| XVI     | 2004 | Funchal ( Portugal)         | Sheila Taormina Estados Unidos   | Loretta Harrop Australia         | Laura Reback Estados Unidos      |
| XVII    | 2005 | Gamagori ( Japón)           | Emma Snowsill Australia          | Annabel Luxford Australia        | Laura Bennett Estados Unidos     |
| XVIII   | 2006 | Lausana · ( Suiza)          | Emma Snowsill Australia          | Vanessa Fernandes Portugal       | Felicity Abram Australia         |
| XIX     | 2007 | Hamburgo · ( Alemania)      | Vanessa Fernandes Portugal       | Emma Snowsill Australia          | Laura Bennett Estados Unidos     |
| XX      | 2008 | Vancouver · ( Canadá)       | Helen Tucker Reino Unido         | Sarah Haskins Estados Unidos     | Samantha Warriner Nueva Zelanda  |
| XXI     | 2009 | Gold Coast ( Australia)     | Emma Moffatt Australia           | Lisa Nordén · Suecia             | Andrea Hewitt Nueva Zelanda      |
| XXII    | 2010 | Budapest · ( Hungría)       | Emma Moffatt Australia           | Nicola Spirig · Suiza            | Lisa Nordén · Suecia             |
| XXIII   | 2011 | Pekín ( China)              | Helen Jenkins Reino Unido        | Andrea Hewitt Nueva Zelanda      | Sarah Groff Estados Unidos       |
| XXIV    | 2012 | Auckland ( Nueva Zelanda)   | Lisa Nordén · Suecia             | Anne Haug · Alemania             | Andrea Hewitt Nueva Zelanda      |
| XXV     | 2013 | Londres ( Reino Unido)      | Non Stanford Reino Unido         | Jodie Stimpson Reino Unido       | Anne Haug · Alemania             |
| XXVI    | 2014 | Edmonton · ( Canadá)        | Gwen Jorgensen Estados Unidos    | Sarah Groff Estados Unidos       | Andrea Hewitt Nueva Zelanda      |
| XXVII   | 2015 | Chicago ( Estados Unidos)   | Gwen Jorgensen Estados Unidos    | Andrea Hewitt Nueva Zelanda      | Sarah True Estados Unidos        |
| XXVIII  | 2016 | Cozumel · ( México)         | Flora Duffy Bermudas             | Gwen Jorgensen Estados Unidos    | Ai Ueda Japón                    |
| XXIX    | 2017 | Róterdam · ( Países Bajos)  | Flora Duffy Bermudas             | Ashleigh Gentle Australia        | Katie Zaferes Estados Unidos     |
| XXX     | 2018 | Gold Coast ( Australia)     | Victoria Holland Reino Unido     | Katie Zaferes Estados Unidos     | Georgia Taylor-Brown Reino Unido |
| XXXI    | 2019 | Lausana · ( Suiza)          | Katie Zaferes Estados Unidos     | Jessica Learmonth Reino Unido    | Georgia Taylor-Brown Reino Unido |
| XXXII   | 2020 | Hamburgo · ( Alemania)      | Georgia Taylor-Brown Reino Unido | Flora Duffy Bermudas             | Laura Lindemann · Alemania       |
| XXXIII  | 2021 | Edmonton · ( Canadá)        | Flora Duffy Bermudas             | Taylor Knibb Estados Unidos      | Taylor Spivey Estados Unidos     |
| XXXIV   | 2022 | Abu Dabi · ( EAU)           | Flora Duffy Bermudas             | Georgia Taylor-Brown Reino Unido | Taylor Knibb Estados Unidos      |
| XXXV    | 2023 | Pontevedra · ( España)      | Elizabeth Potter Reino Unido     | Cassandre Beaugrand Francia      | Emma Lombardi Francia            |
| XXXVI   | 2024 | Torremolinos · ( España)    | Cassandre Beaugrand Francia      | Elizabeth Potter Reino Unido     | Emma Lombardi Francia            |
| XXXVII  | 2025 | Wollongong ( Australia)     |                                  |                                  |                                  |
| XXXVIII | 2026 | Pontevedra · ( España)      |                                  |                                  |                                  |

## Medallero histórico
- Actualizado a Torremolinos 2024.

| Núm. | País           | Oro | Plata | Bronce | Total |
| ---- | -------------- | --- | ----- | ------ | ----- |
| 1    | Australia      | 19  | 16    | 14     | 49    |
| 2    | Reino Unido    | 18  | 12    | 8      | 38    |
| 3    | España         | 9   | 9     | 4      | 22    |
| 4    | Estados Unidos | 8   | 9     | 14     | 31    |
| 5    | Francia        | 6   | 3     | 6      | 15    |
| 6    | Bermudas       | 4   | 1     | 0      | 5     |
| 7    | Nueva Zelanda  | 2   | 7     | 10     | 19    |
| 8    | Canadá         | 1   | 4     | 2      | 7     |
| 9    | Alemania       | 1   | 3     | 5      | 9     |
| 10   | Portugal       | 1   | 2     | 0      | 3     |
| 11   | Suecia         | 1   | 1     | 1      | 3     |
| 12   | Kazajistán     | 1   | 0     | 1      | 2     |
| 12   | Noruega        | 1   | 0     | 1      | 2     |
| 14   | Suiza          | 0   | 2     | 2      | 4     |
| 15   | Bélgica        | 0   | 2     | 0      | 2     |
| 16   | Dinamarca      | 0   | 1     | 0      | 1     |
| 17   | Brasil         | 0   | 0     | 1      | 1     |
| 17   | Japón          | 0   | 0     | 1      | 1     |
| 17   | Países Bajos   | 0   | 0     | 1      | 1     |
| 17   | Rusia          | 0   | 0     | 1      | 1     |
|      | TOTAL          | 72  | 72    | 72     | 216   |

## Multimedallistas
- Actualizado a Torremolinos 2024.

Hombres
| Núm. | Triatleta         | País          | Años      | Oro | Plata | Bronce | Total |
| ---- | ----------------- | ------------- | --------- | --- | ----- | ------ | ----- |
| 1    | Javier Gómez Noya | España        | 2007–2019 | 5   | 4     | 2      | 11    |
| 2    | Simon Lessing     | Reino Unido   | 1992–1999 | 4   | 2     | 1      | 7     |
| 3    | Mario Mola        | España        | 2013–2019 | 3   | 3     | 1      | 7     |
| 4    | Peter Robertson   | Australia     | 2000–2005 | 3   | 2     | 0      | 5     |
| 5    | Vincent Luis      | Francia       | 2015–2020 | 2   | 1     | 1      | 4     |
| 6    | Spencer Smith     | Reino Unido   | 1993–1994 | 2   | 0     | 0      | 2     |
| 6    | Alistair Brownlee | Reino Unido   | 2009–2011 | 2   | 0     | 0      | 2     |
| 8    | Jonathan Brownlee | Reino Unido   | 2011–2016 | 1   | 3     | 1      | 5     |
| 9    | Iván Raña         | España        | 2002–2004 | 1   | 2     | 0      | 3     |
| 10   | Léo Bergère       | Francia       | 2020–2024 | 1   | 1     | 2      | 4     |
| 11   | Alex Yee          | Reino Unido   | 2021–2024 | 1   | 1     | 1      | 3     |
| 12   | Bevan Docherty    | Nueva Zelanda | 2004–2008 | 1   | 1     | 0      | 2     |

Mujeres
| Núm. | Triatleta             | País           | Años      | Oro | Plata | Bronce | Total |
| ---- | --------------------- | -------------- | --------- | --- | ----- | ------ | ----- |
| 1    | Flora Duffy           | Bermudas       | 2016–2022 | 4   | 1     | 0      | 5     |
| 2    | Emma Snowsill         | Australia      | 2003–2007 | 3   | 1     | 0      | 4     |
| 3    | Michellie Jones       | Australia      | 1991–2003 | 2   | 2     | 4      | 8     |
| 4    | Emma Carney           | Australia      | 1994–1999 | 2   | 1     | 1      | 4     |
| 5    | Karen Smyers          | Estados Unidos | 1990–1995 | 2   | 1     | 0      | 3     |
| 5    | Gwen Jorgensen        | Estados Unidos | 2014–2016 | 2   | 1     | 0      | 3     |
| 7    | Helen Jenkins         | Reino Unido    | 2008–2011 | 2   | 0     | 0      | 2     |
| 7    | Emma Moffatt          | Australia      | 2009–2010 | 2   | 0     | 0      | 2     |
| 9    | Jacquilyn Fairweather | Reino Unido    | 1995–1999 | 1   | 3     | 0      | 4     |
| 10   | Georgia Taylor-Brown  | Reino Unido    | 2018–2022 | 1   | 1     | 2      | 4     |
| 11   | Joanne Ritchie        | Canadá         | 1991–1993 | 1   | 1     | 1      | 3     |
| 11   | Lisa Nordén           | Suecia         | 2009–2012 | 1   | 1     | 1      | 3     |
| 11   | Katie Zaferes         | Estados Unidos | 2017–2019 | 1   | 1     | 1      | 3     |

## Victorias por etapas
- En las Series Mundiales (de 2009 a 2025 – hasta la etapa de Hamburgo).

| Núm. | Triatleta            | Período   | Victorias |
| ---- | -------------------- | --------- | --------- |
| 1    | Alistair Brownlee    | 2009–2017 | 22        |
| 2    | Mario Mola           | 2014–2019 | 16        |
| 3    | Javier Gómez Noya    | 2010–2017 | 14        |
| 4    | Jonathan Brownlee    | 2011–2019 | 13        |
| 5    | Alex Yee             | 2021–2024 | 8         |
| 6    | Vincent Luis         | 2015–2022 | 6         |
| 6    | Hayden Wilde         | 2022–2025 | 6         |
| 8    | Matthew Hauser       | 2023–2025 | 4         |
| 9    | Richard Murray       | 2012–2018 | 3         |
| 9    | Kristian Blummenfelt | 2019–2021 | 3         |
| 9    | Dorian Coninx        | 2019–2023 | 3         |
| 12   | Jan Frodeno          | 2009–2010 | 2         |
| 12   | Bevan Docherty       | 2009–2010 | 2         |
| 12   | João Silva           | 2011–2012 | 2         |
| 12   | Henri Schoeman       | 2016–2018 | 2         |
| 12   | Jacob Birtwhistle    | 2019      | 2         |
| 12   | Jelle Geens          | 2019–2022 | 2         |
| 18   | Jarrod Shoemaker     | 2009      | 1         |
| 18   | Stuart Hayes         | 2010      | 1         |
| 18   | Brad Kahlefeldt      | 2011      | 1         |
| 18   | Steffen Justus       | 2012      | 1         |
| 18   | Fernando Alarza      | 2016      | 1         |
| 18   | Casper Stornes       | 2018      | 1         |
| 18   | Tim Hellwig          | 2022      | 1         |
| 18   | Léo Bergère          | 2022      | 1         |
| 18   | Pierre Le Corre      | 2023      | 1         |
| 18   | Morgan Pearson       | 2024      | 1         |
| 18   | Miguel Hidalgo       | 2025      | 1         |

| Núm. | País           | Victorias |
| ---- | -------------- | --------- |
| 1    | Reino Unido    | 70        |
| 2    | España         | 31        |
| 3    | Estados Unidos | 30        |
| 4    | Francia        | 21        |
| 5    | Australia      | 19        |
| 6    | Bermudas       | 15        |
| 7    | Nueva Zelanda  | 13        |
| 8    | Alemania       | 10        |
| 9    | Canadá         | 5         |
| 9    | Sudáfrica      | 5         |
| 9    | Suiza          | 5         |
| 12   | Noruega        | 4         |
| 12   | Suecia         | 4         |
| 14   | Bélgica        | 2         |
| 14   | Chile          | 2         |
| 14   | Países Bajos   | 2         |
| 14   | Portugal       | 2         |
| 18   | Brasil         | 1         |
| 18   | Luxemburgo     | 1         |

| Núm. | Triatleta            | Período   | Victorias |
| ---- | -------------------- | --------- | --------- |
| 1    | Gwen Jorgensen       | 2013–2016 | 17        |
| 2    | Flora Duffy          | 2016–2022 | 15        |
| 3    | Cassandre Beaugrand  | 2018–2025 | 8         |
| 4    | Katie Zaferes        | 2016–2019 | 6         |
| 4    | Georgia Taylor-Brown | 2019–2023 | 6         |
| 6    | Emma Moffatt         | 2009–2011 | 5         |
| 6    | Andrea Hewitt        | 2009–2017 | 5         |
| 6    | Paula Findlay        | 2010–2011 | 5         |
| 6    | Victoria Holland     | 2015–2018 | 5         |
| 10   | Nicola Spirig        | 2009–2012 | 4         |
| 10   | Lisa Nordén          | 2009–2012 | 4         |
| 10   | Jodie Stimpson       | 2013–2016 | 4         |
| 10   | Non Stanford         | 2013–2019 | 4         |
| 14   | Helen Jenkins        | 2011–2016 | 3         |
| 14   | Anne Haug            | 2012–2013 | 3         |
| 14   | Elizabeth Potter     | 2023      | 3         |
| 17   | Emma Snowsill        | 2009–2010 | 2         |
| 17   | Bárbara Riveros      | 2010–2011 | 2         |
| 17   | Erin Densham         | 2012      | 2         |
| 17   | Sarah True           | 2014–2015 | 2         |
| 17   | Ashleigh Gentle      | 2017–2018 | 2         |
| 17   | Taylor Knibb         | 2021      | 2         |
| 17   | Lisa Tertsch         | 2024–2025 | 2         |
| 17   | Léonie Périault      | 2024–2025 | 2         |
| 25   | Daniela Ryf          | 2010      | 1         |
| 25   | Summer Cook          | 2016      | 1         |
| 25   | Rachel Klamer        | 2018      | 1         |
| 25   | Emma Jackson         | 2019      | 1         |
| 25   | Maya Kingma          | 2021      | 1         |
| 25   | Laura Lindemann      | 2022      | 1         |
| 25   | Sophie Coldwell      | 2023      | 1         |
| 25   | Jeanne Lehair        | 2025      | 1         |